# Никола Добрев
Никола Добрев е български химик и университетски преподавател, професор в Софийския университет.

## Биография
Роден е на 8 март 1861 г. в Шумен. През 1874 – 1878 г. учи от шести до осми клас в Бюргершуле във Виена, а след това продължава в K. K. Lehrerbildungsanstalt, където завършва през 1881 г. От 1881 до 1883 г. следва химия в Йена, а от 1883 до 1885 г. в Женева, където завършва докторантура. От 1 октомври 1889 г. е извънреден професор по химия във Физико-математическия факултет на Софийския университет. След това става редовен преподавател и редовен професор, а от 15 октомври 1894 до 5 януари 1907 г. е титуляр на катедрата по аналитична и неорганична химия. През академичните 1896/1897 и 1902/1903 г. е декан на Физико-математическия факултет, а през 1899/1900 академична година е ректор на Софийския университет. Води курсовете по неорганична химия (металоиди, редки елементи), аналитична химия (качествен анализ и количествен анализ). Умира на 1 август 1925 г. в София.

## Научни трудове
- Recherches sur les acides dibenzyldicarboniques et diphataliques. (1896, дисертация)
- „Кратко ръководство по качествената химическа анализа“ (1891)
- „Върху взривните вещества“ (1891 – 1893)
- Uber die Einwirkung von Phtalylchlorid auf die Nitraniline Berichte der Deutschen chemischen Gesellschaft (1895)
- „Принос към химическото изследване на българските термални и минерални извори“ (1905/1906)